# 靈山梵宮
靈山梵宮，是位於中華人民共和國江蘇省無錫市的一座佛教建築，毗鄰靈山大佛，佔地約七萬平方米，耗資八億人民幣。其為國家5A級旅遊景區靈山勝境中第三期工程所建造的景點之一。

## 歷史
2009年1月1日靈山梵宮建成，開放使用。
2009年3月28日至4月1日，作為「第二屆世界佛教論壇」的主會場。
2016年11月8日晚上十時，靈山梵宮廊廳發生火災，燒毀面積約600平方米，無人員傷亡。及後靈山梵宮暫停開放以進行修繕工程。
2017年11月15日，靈山梵宮修繕完畢重新對外開放，是次修繕工程耗資近2億元人民幣。

## 建築特色
靈山梵宮的主體為白色退臺式建築，東西呈對稱分佈，頂部五座金蓮花形的塔，參考了「五方佛」以及中國傳統華塔的結構，宮殿後面則是曼陀羅形態的聖壇。梵宮內部由門廳、廊廳、塔廳、聖壇、會議廳以及千人宴會廳等房間組成，房與房之間相互連接。而在裝璜構件方面，靈山梵宮大量採用了東陽木雕、敦煌壁畫、揚州漆器、景泰藍、琉璃、溫州甌塑等中國非物質文化遺產元素。

## 文化活動
靈山梵宮具有「論壇會址、藝術殿堂、旅遊奇觀、心靈歸所」四大功能，不時舉辦佛教藝術展覽及相關演出。

## 圖片集

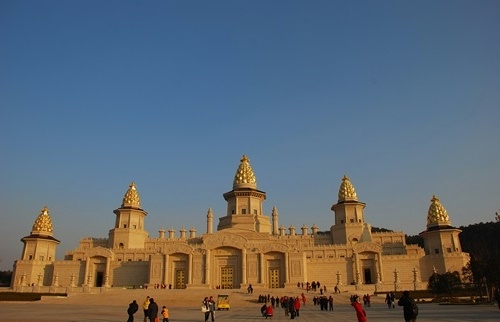
靈山梵宮外部
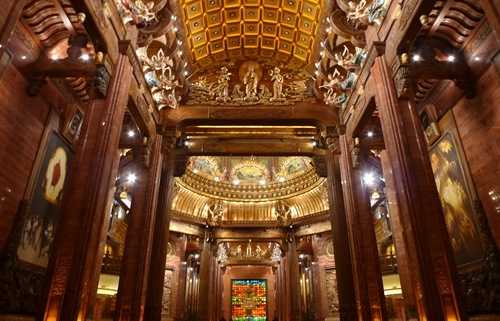
靈山梵宮内部
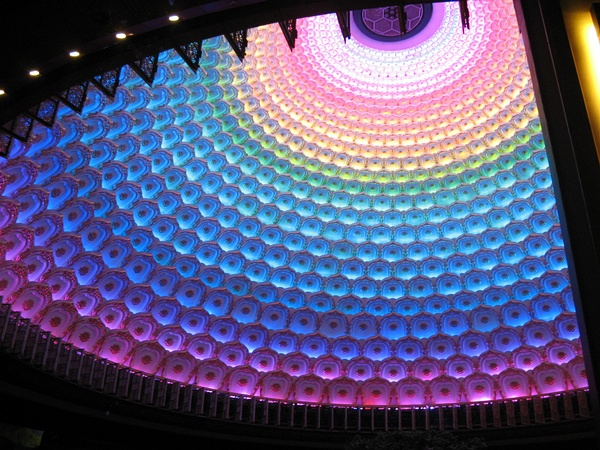
靈山梵宮穹頂
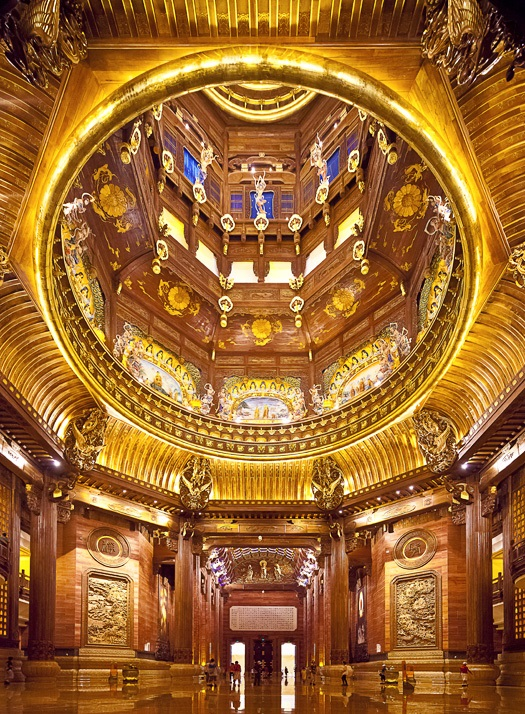
靈山梵宮内部
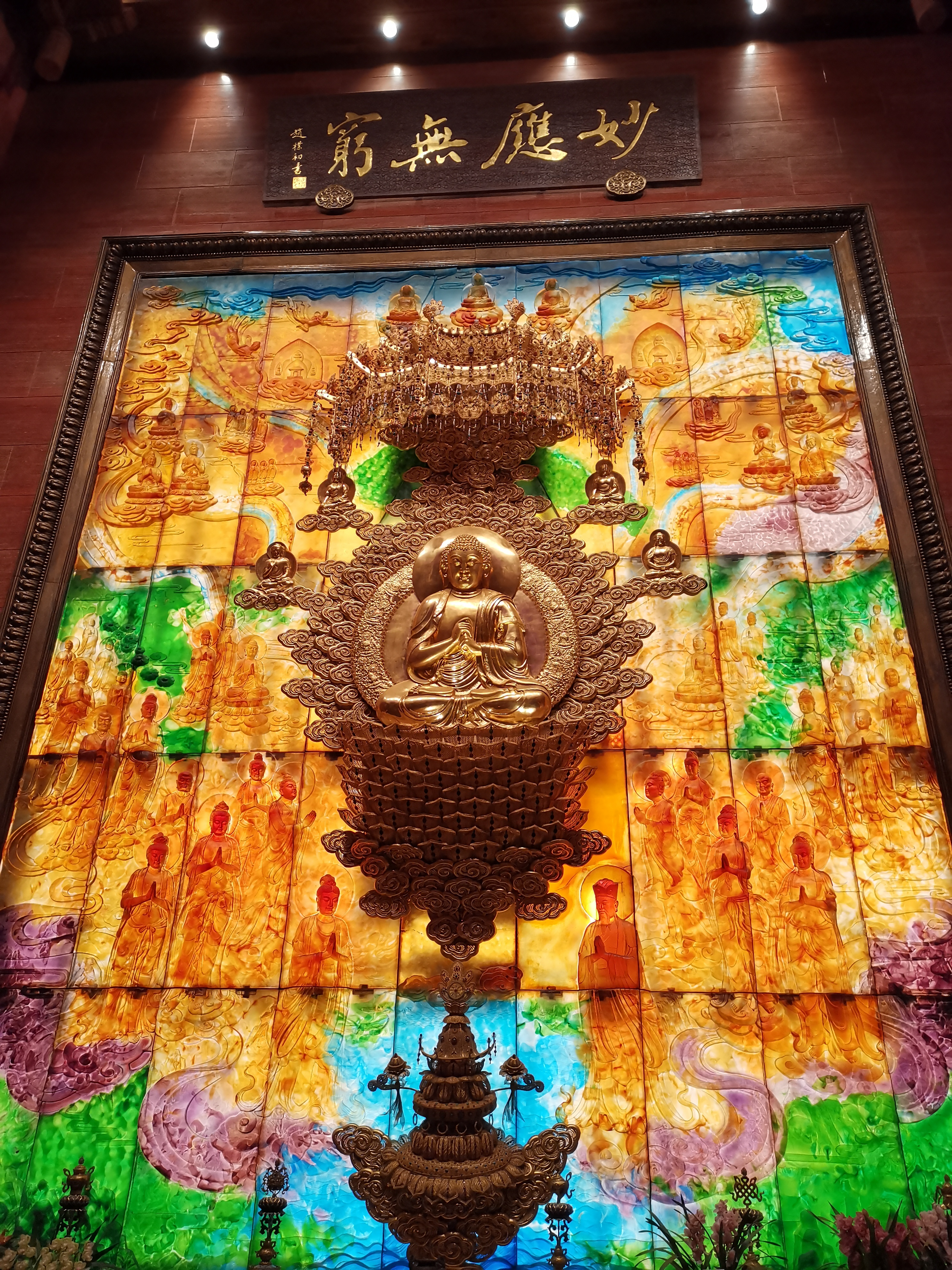
靈山梵宮内部壁畫

## 相關項目
- 靈山大佛
- 靈山五印壇城

## 外部連結
- 靈山網站 （页面存档备份，存于）
- 维基共享资源上的相關多媒體資源：靈山梵宮